# Las Olas Boulevard
| Las Olas Boulevard |                           |
|                    |                           |
| Ort                | Fort Lauderdale (Florida) |
| Beginn             | Florida State Road A1A    |
| Ende               | Florida State Road 811    |

Der Las Olas Boulevard ist eine wichtige Ost-West-Durchgangsstraße und eine der exklusivsten Straßen im Zentrum von Fort Lauderdale im Broward County in Florida in den USA. Der Name Las olas ist spanischen Ursprungs und bedeutet „die Wellen“.

## Verlauf
Der Las Olas Boulevard verläuft sehr gerade von Osten kommend, als Abzweig der Florida State Road A1A vom direkt am Fort Lauderdale Beach gelegenen Las Olas Oceanside Park und ist ein Teil der Florida State Road 842 bezeichnet. Die Gesamtlänge des Boulevards beträgt ca. 3,7 Kilometer. Der östlichste Abschnitt überquert den New River. Dort ist der Boulevard als Klappbrücke ausgebildet. Diese öffnet jeweils um Viertel und Dreiviertel zu jeder Stunde, um dem Schiffsverkehr eine Durchfahrt zu ermöglichen. Die Straße führt dann weiter über einige Inseln durch ein elegantes Wohnviertel. Anschließend erreicht der Las Olas Boulevard ein kommerzielles Einkaufsviertel, das umgangssprachlich Las Olas bezeichnet wird. Dieser Teil der Straße ist mit meist niedrigen Gebäuden flankiert und enthält zu beiden Seiten exklusive Geschäfte, Boutiquen, Bars, Nachtclubs, Kunstgalerien, Cafés und luxuriöse Restaurants. In diesem Teil ist der Las Olas Boulevard mit einem mit Bäumen bepflanzten Mittelstreifen versehen. Infolge der 2019 ausgebrochenen COVID-19-Pandemie mussten die Geschäfte und Restaurants schließen. Einige nutzten die Zeit für Renovierungsarbeiten. Die meisten Geschäfte konnten im Spätsommer 2022 wieder öffnen.
Im Anschluss an das Geschäftsviertel geht der Las Olas Boulevard in das Finanzviertel der Stadt über. Im südlichen Teil befinden sich überwiegend Hochhäuser, beispielsweise das 42-stöckige Doppelhochhaus Las Olas River House sowie der Luxus-Mietapartmentturm Icon Las Olas. An seinem westlichen Ende trifft der Las Olas Boulevard rechtwinkelig auf die Florida State Road 811. Dort befindet sich auch das Museum of Art Fort Lauderdale.

## Galerie

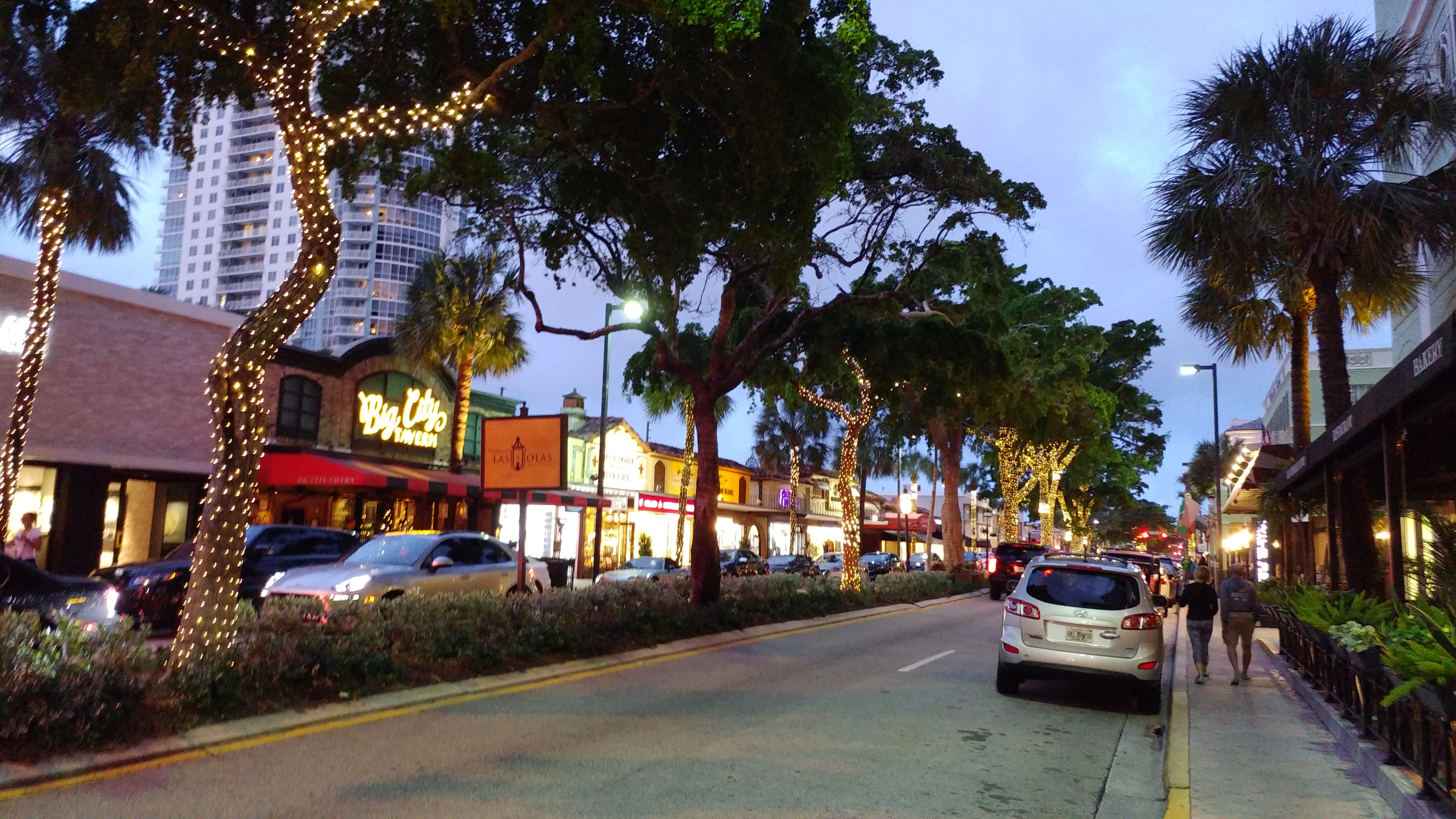
Las Olas Boulevard am Abend
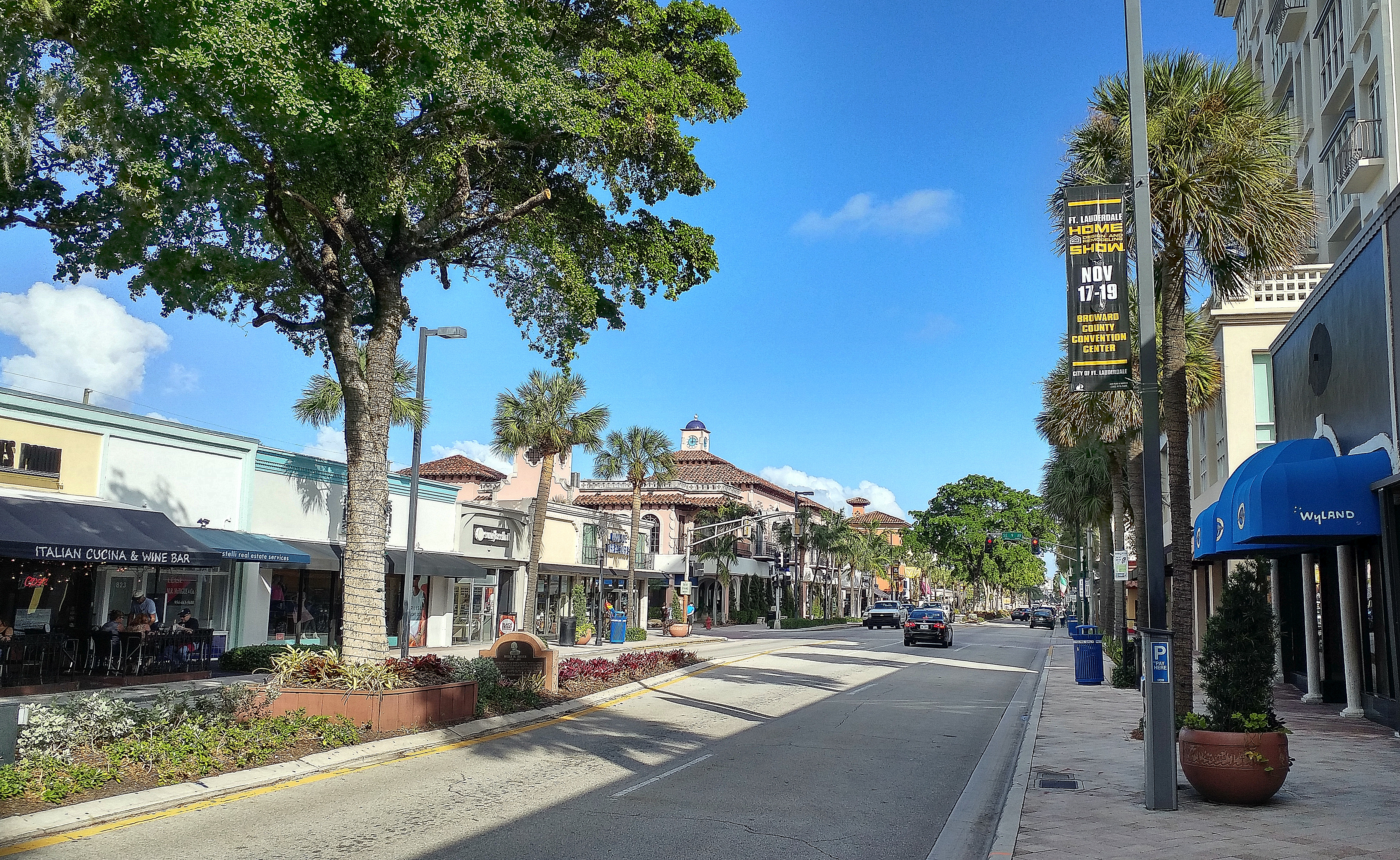
Straßenbild
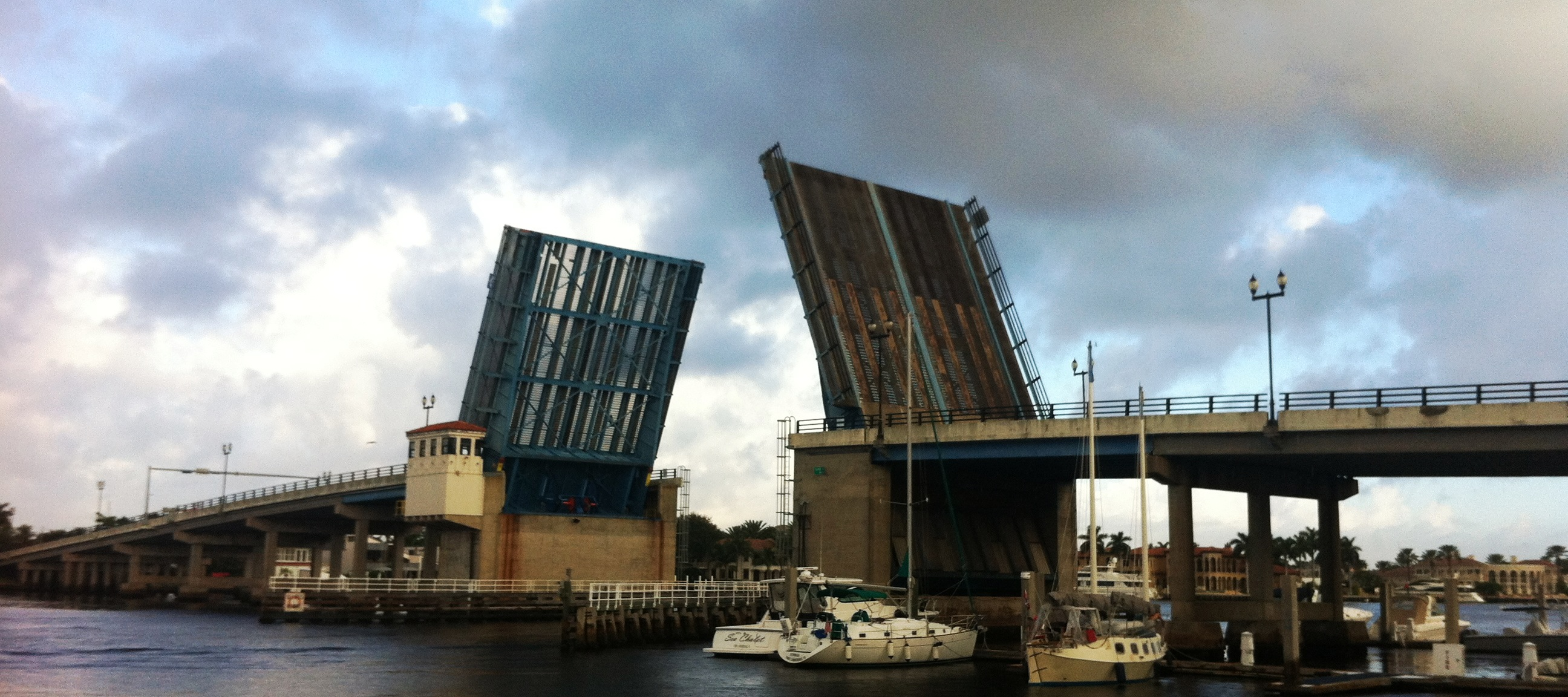
Klappbrücke auf dem Las Olas Boulevard
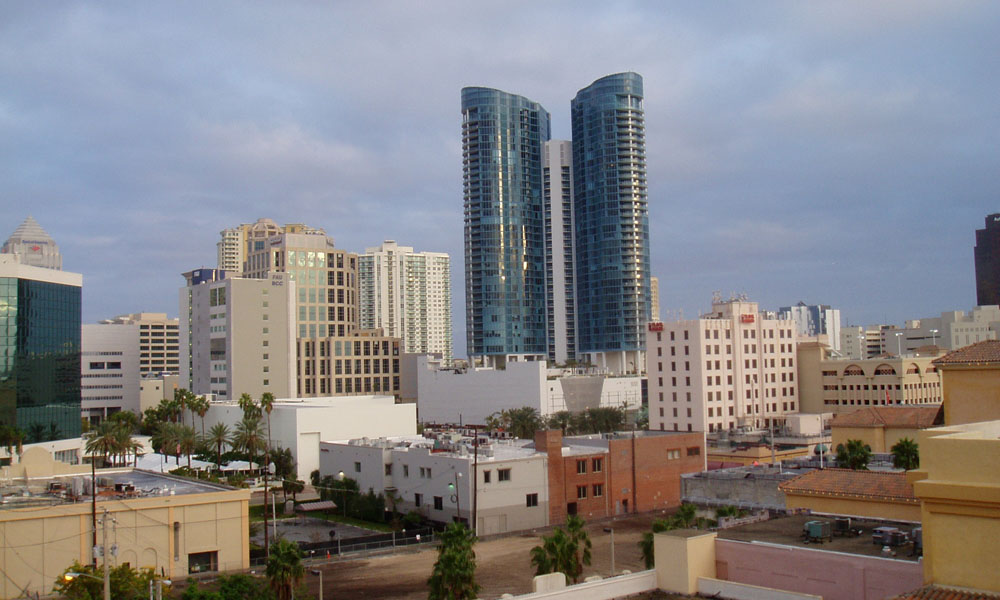
Las Olas River House